# Alberto Magnaghi (architetto)
Alberto Magnaghi (Torino, 8 giugno 1941 – Bra, 21 settembre 2023) è stato un architetto e urbanista italiano, fondatore e, per decenni, principale ispiratore della scuola territorialista italiana.
Dopo avere a lungo insegnato al Politecnico di Torino prima, di Milano poi, è stato professore ordinario e poi emerito di Pianificazione territoriale presso l’Università di Firenze, dove ha coordinato l’Unità di ricerca interdipartimentale “Progetto bioregione urbana” (ProBiUr) e il Dottorato di Ricerca in Progettazione urbana, territoriale e ambientale, fondato e poi presieduto i Corsi di Laurea in Pianificazione, ed è stato il fondatore nel 1990, e il Direttore fino al 2016, del Laboratorio di Progettazione Ecologica degli Insediamenti (LaPEI).
Ha fondato nel 2011 ed è stato fino alla scomparsa il Presidente della Società dei Territorialisti e delle Territorialiste ONLUS, dopo aver fondato e presieduto, fra il 2001 e il 2011, la Rete del Nuovo Municipio. Per un quarto di secolo (tra il 1986 e il 2011) è stato il Coordinatore di una lunga serie di Progetti di ricerca di rilevante interesse nazionale (PRIN), Laboratori sperimentali e Progetti finalizzati per il Ministero dell’Università, della Ricerca, della Pubblica istruzione e per il CNR sui temi dello sviluppo locale autosostenibile, della rappresentazione identitaria del territorio, del progetto di territorio e della bioregione urbana.
Autore prolifico, i suoi libri e i suoi saggi sono pubblicati e tradotti in italiano, castigliano, catalano, francese, inglese, polacco e portoghese e continuano a ottenere importanti riconoscimenti scientifici e culturali sul piano nazionale e internazionale.

## Biografia
A Torino frequenta il Liceo classico Massimo d'Azeglio, segue i corsi di pittura alla scuola di via Cavour del pittore Riccardo Chicco e suona l'armonica a bocca al Jazz Hotclub nel Quartetto Hohner, con il quale nel 1959 vince a Innsbruck i campionati mondiali d'armonica.
Dopo la laurea in architettura al Politecnico di Torino (1965), è assistente all'Istituto di composizione architettonica di Carlo Mollino, e borsista CNR con Giuseppe Ciribini, insieme al quale sviluppa le ricerche sul "metaprogetto". Dal 1963 è segretario della sezione universitaria del Partito Comunista Italiano, da cui esce nel 1968. Negli stessi anni frequenta Classe Operaia, e fonda il gruppo Città Fabbrica che interviene sulle condizioni delle periferie operaie.
Nel 1969 si trasferisce al Politecnico di Milano, prima come borsista, poi assistente di ruolo in composizione architettonica, successivamente professore incaricato stabilizzato e infine professore associato di urbanistica. Dal 1969 milita in Potere Operaio, di cui dal 1970 al 1971 è segretario nazionale. Dopo lo scioglimento del movimento (1973), torna alla vita universitaria, fonda la rivista Quaderni del Territorio (1976-79), promuove presso il Politecnico di Milano il Dipartimento di Scienze del Territorio, del quale nel 1979 è eletto direttore.
Il 21 dicembre 1979 viene arrestato nell'ambito dell'inchiesta 7 aprile e trattenuto in carcerazione preventiva, senza processo, fino al 21 settembre 1982. Condannato in primo grado a sette anni di carcere, viene nel frattempo reintegrato nell'attività di docente universitario (1984), e infine assolto nel processo d'appello (1987).
Nel 1989 è chiamato a coprire il ruolo di professore ordinario di pianificazione del territorio all'Università degli Studi di Firenze, dove promuove e dirige (1990-2016) il LaPEI come sede multidisciplinare e multiattoriale di ricerca/azione ed elaborazione scientifica e culturale, promuove e coordina (1994-2000) il primo Dottorato in Pianificazione e, qualche anno più tardi, i Corsi di Laurea in Pianificazione (triennale e magistrale) a Empoli (che presiede rispettivamente dal 2001 al 2007 e dal 2007 al 2011); nel frattempo fonda e consolida la scuola territorialista che, nel 2011, dà vita alla Società dei Territorialisti e delle Territorialiste.
Nel 2012 l'Ateneo fiorentino gli conferisce il titolo di professore emerito.

## Pubblicazioni principali
- La città fabbrica. Contributi per un’analisi di classe del territorio, con Augusto Perelli, Riccardo Sarfatti, Cesare Stevan, CLUP, Milano 1970
- L'organizzazione del metaprogetto, Franco Angeli, Milano 1973
- Il sistema di governo delle regioni metropolitane, Franco Angeli, Milano 1981
- Un’idea di libertà, DeriveApprodi, Roma 2014; edizione originale: ManifestoLibri, Roma 1985
- ll territorio dell'abitare. Lo sviluppo locale come alternativa strategica, Franco Angeli, Milano 1990
- Per una trasformazione ecologica degli insediamenti, con Raffaele Paloscia, Franco Angeli, Milano 1992
- Il territorio degli abitanti. Società locali e autosostenibilità, Dunod, Milano 1998
- Il progetto locale, Bollati Boringhieri, Torino 2000; nuova edizione accresciuta: Il progetto locale. Verso la coscienza di luogo, Bollati Boringhieri, Torino 2010; versione francese: Le projet local, Pierre Mardaga éditeur, Sprimont 2003; versione inglese: The urban village. A charter for democracy and local self-sustainable development, Zed Books, London 2005; versione castigliana: El proyecto local. Hacia una consciencia del lugar, Edicions UPC, Barcelona, 2011
- Rappresentare i luoghi. Metodi e tecniche, Alinea, Firenze 2001
- La rappresentazione identitaria del territorio. Atlanti, codici, figure, paradigmi per il progetto locale, Alinea, Firenze 2005
- Scenari strategici. Visioni identitarie per il progetto di territorio, Alinea, Firenze 2007
- Patto città campagna. Un progetto di bioregione urbana per la Toscana, con David Fanfani, Alinea, Firenze 2010
- Territorio bene comune, Firenze University Press, Firenze, 2012
- Il territorio fabbrica di energia, con Franco Sala, Wolters Kluwer Italia, Milano 2013
- La biorégion urbaine. Petit traité sur le territoire bien commun, Eterotopia France, Paris 2014; versione portoghese: A Biorregião urbana. Pequeno tratado sobre o território bem comun, Esad, Matosinhos 2017
- La regola e il progetto. Un approccio bioregionalista alla pianificazione territoriale, Firenze University Press, Firenze 2014
- Il vento di Adriano. La comunità concreta di Olivetti tra non più e non ancora, con Aldo Bonomi e Marco Revelli, Derive & Approdi, Roma 2015
- La coscienza dei luoghi. Il territorio come soggetto corale, con Giacomo Becattini, Donzelli, Roma 2015
- La pianificazione paesaggistica in Italia. Stato dell'arte e innovazioni, Firenze University Press, Firenze 2016
- La coscienza di luogo nel recente pensiero di Giacomo Becattini, con Marco Bellandi, Firenze University Press, Firenze 2017
- La conscience du lieu, Eterotopia France, Paris 2017
- Il principio territoriale, Bollati Boringhieri, Torino 2020; versione francese riveduta e aggiornata: Le principe territoire, Eterotopia France, Paris 2022
- Ecoterritorialismo, con Ottavio Marzocca, Firenze University Press, Firenze 2023

## Progetti (parziale)
- Progetto generale di bonifica, riconversione e valorizzazione ambientale del bacino dei fiumi Lambro, Seveso, Olona, Regione Lombardia, 1994-1998
- Parco minerario naturalistico di Gavorrano (GR), 1995-2001
- Piano territoriale provinciale (PTP) della Provincia di Venezia, 1998
- Interventi di bonifica e recupero ambientale della Val Bormida ad Acqui Terme (AL), 1998
- Progetto integrato per il sistema depurativo di Milano (Progetto pilota del piano di risanamento Lambro Seveso Olona), IRER e Regione Lombardia, 1999-2000
- Linee guida per il Piano di valorizzazione del sistema fluviale dell'Egola (PI), 1999-2000
- Piano di sviluppo quinquennale della Comunità montana Langa delle Valli Bormida e Uzzone (CN), 2000
- Progetto di riqualificazione ambientale del fiume Seveso, 2000-2001
- Piano regolatore generale (PRG) di Gubbio (PG), con Bruno Gabrielli e Cesare Macchi Cassia, 2000-2004
- Piano regolatore generale di Follonica (GR), 2001-2003
- Piano territoriale di coordinamento provinciale (PTCP) della Provincia di Prato, 2001-2003
- Contratto di fiume Olona-Bozzente-Lura, 2003-2004
- Masterplan del Parco fluviale della media valle dell'Arno e della Val d'Elsa, 2004-2006
- Piano paesaggistico territoriale regionale (PPTR), Regione Puglia, 2007-2013
- Piani e progetti partecipativi ai sensi della LR Toscana n. 69/2007 sulla partecipazione - convenzioni con l'Università di Firenze dei comuni di Lastra a Signa, 2009-2013; Montespertoli, 2008-2013; Montecatini Terme, 2010-2011
- Piano di indirizzo territoriale con valenza di Piano paesaggistico (PIT-PP), Regione Toscana, 2011-2014
- Coltivare con l'Arno: parco agricolo perifluviale, 2015-2016